# دایره ماکینا
دایره ماکینا (به لاتین: Macina Cercle) یک منطقهٔ مسکونی در مالی است که در استان سگو واقع شده‌است. دایره ماکینا ۱۱٬۷۵۰ کیلومتر مربع مساحت و ۲۳۷٬۴۷۷ نفر جمعیت دارد.